# Mauritius Telecom
 (janvier 2025).
Si vous disposez d'ouvrages ou d'articles de référence ou si vous connaissez des sites web de qualité traitant du thème abordé ici, merci de compléter l'article en donnant les références utiles à sa vérifiabilité et en les liant à la section « Notes et références ».
Mauritius Telecom est l’opérateur de télécommunications historique de la République de l'île Maurice. Le siège social de la compagnie se trouve à la  Telecom Tower à Port Louis.

## Structure de groupe Mauritius Telecom
Cette compagnie nationale, partiellement privatisée, offre plusieurs services dont la téléphonie fixe et mobile, l’accès à l’internet et gère des centres d’appels. Issues de la fusion de deux départements paraétatiques, l’Overseas Telecommunication Services Ltd et le Mauritius Telecommunication services Ltd, en 1992, Le Mauritius Telecom (MT) se développa en multinationale vers la fin des années 90. 
Afin de pouvoir poursuivre sa progression au niveau régional, le MT, ouvrit son capital à un partenaire stratégique de niveau international en novembre 2000. Ainsi France Telecom devint le propriétaire de 40 % des actions de la compagnie. Les autres actionnaires étant l’État mauricien à hauteur de 34,45 %, la banque commerciale de l’État (State Commercial Bank Ltd) détient 19 % du capital et le fonds de pension national, 6,55 %. Du fait que l’État mauricien est l’actionnaire majoritaire dans la banque et le fonds de pension, France Telecom se retrouve comme actionnaire minoritaire au conseil d’administration.

## Historique
La première ligne de téléphone fut installée pour relier la résidence du Gouverneur Général de Maurice, au Château Réduit et l’Hôtel du Gouvernement à Port Louis en octobre 1883. L’isolement géographique de l’île avec l’étranger prit fin en novembre 1893 avec la mise en service d’un câble sous-marin reliant Maurice aux Seychelles et le Zanzibar. Un second câble reliant l’île à Durban, Rodrigues, les îles Cocos et Perth entra en service en septembre 1901. La liaison sous-marine avec La Réunion et Madagascar se matérialisa en septembre 1906. Rodrigues et les dépendances lointaines furent connectés au réseau satellitaire en 1987. L’accès à l’internet débuta en 1996 à la suite d'un partenariat avec France Telecom et la même année vit le lancement de la compagnie subsidiaire Cellplus. 
En 2002, l’entrée en opération du câble sous-marin optique SAFE, inaugura une nouvelle ère dans le monde internet dans le pays. L’ADSL devint une réalité.